# 리스본 조약 (2007년)

리스본 조약 로고타입

리스본 조약(포르투갈어: Tratado de Lisboa, 영어: Treaty of Lisbon)은 2005년 프랑스와 네덜란드의 국민투표에서 부결된 유럽 헌법을 대체하기 위해 개정한 ‘미니 조약’이다. 유럽 이사회 의장직과 외교안보정책고위대표직을 신설하는 내용 등을 담고 있다. 2008년 회원국들의 비준 절차를 거쳐 모두 통과되면 2009년부터 발효하기로 한 조약이다. 이 조약은 2009년 12월 1일 발효되었다.
유럽연합(EU) 27개 회원국 정상들이 2007년 10월 18일부터 10월 19일까지 포르투갈의 수도 리스본에서 열린 EU 정상회담에서 합의되었고, 같은 해 12월 13일에 조약에 공식 서명하였다.

## 배경
2001년 12월 EU 정상회의는 발레리 지스카르 데스탱 프랑스 전 대통령을 의장으로 한 유럽장래문제협의회를 출범시키고 2003년 7월 EU 헌법의 초안을 발표하였다. EU 헌법은 EU를 조약 시 국가 간 단체(Community)의 지위에서 조약 주체로의 승격, EU의 의장제를 폐지하고 간선제로 선출되는 유럽연합 상임위원장제도와 EU 외교장관 신설, 회원국의 인구 수에 따라 국가 간의 투표 가중치를 두는 가중다수결 제도를 확대하고 기존 가중다수결 제도를 전회원국의 55%와 EU 회원국 인구의 65%이상의 찬성으로 조건으로 단순화하고 한 회원국당 1인의 위원인 집행위원회 체제를 2014년부터 ⅔명으로의 축소, 집행위원을 유럽의회에서 선출하는 것으로 변경하고 EU 회원국의 국민에서 유럽시민의 보호와 기본권의 명시 유럽의회의 권한 강화, 의장제를 폐지하고 유럽이사회 상임의장직 신설하는 개정안을 담고 있었다.
하지만 2005년 5월 29일부터 6월 1일까지 시행되었던 프랑스와 네덜란드에서의 국민투표 결과 프랑스 반대 54.87%, 찬성 45.13%과 네덜란드 반대 61.6%, 찬성 38.4%로 부결되었는데, 이는 유럽통합으로 인한 국가정체성 상실 우려, 통합에 따른 경제적 갈등 강화, 경제부진과 엘리트 중심의 통합 주도로 인한 당시 행정부에 대한 반감이 작용한 결과였다. 이에 대해 같은 달 유럽의회는 EU 헌법의 대안을 모색하게 되었고 2007년 6월 21일 독일 메르켈 총리의 주도로 기존 니스 조약을 개정하는 형태의 조약인 리스본 조약을 추진하기로 합의한다.

## 내용
리스본 조약을 통해 EU는 내부통합 문제를 일단락짓고 정치 공동체로 한 단계 도약할 기반을 마련했다는 평가를 받고 있다. 다만 주의해야 할 점은 2005년 부결된 유럽 헌법 조약에 대폭적인 변경이 더하여졌지만 유럽 헌법 조약과는 달리 유럽기를 두는 것과 같은 헌법적(국가기관적)인 성격은 제거되었다는 점이다. 또한, 특정한 나라에는 적용 제외 조항이 규정되고 있다. 그렇지만 유럽헌법조약에서 헌법적 성격의 내용을 제외한 그 이외의 내용에 대해서는 리스본조약에 상당부분 반영되어 있다.
리스본조약은 '유럽연합조약 및 유럽공동체설립조약을 개정하는 리스본조약'이고, 2009년 12월 1일 발효함에 따라 6개월마다 EU 회원국이 번갈아 맡던 순회의장국 제도가 폐지되고 상임 의장인 유럽 이사회 의장 자리가 신설된다. 의장의 임기는 2년 6개월이고 1회 연임(延任)이 가능하다. 이 직위는 종종 EU 대통령이라고 번역되기도 하나 이는 오역(誤譯)이다. 정치 통합체가 아닌 EU는 대통령을 둘 수 없기 때문이다. 이와 마찬가지로, 역시 5년 임기로 신설되는 외교·안보정책 고위대표직도 정확히는 '외무장관'이라고 부를 수 없다.
EU위원회는 2008년에 회원국 별로 1명씩, 27명인 집행위원 수를 2014년 이후엔 2008년의 3분의 2 수준인 18명으로 줄인다.
유럽이사회의 의사결정방식인 가중다수결의 의사결정 방식도 ‘EU 인구의 65% 이상이 찬성하고(인구 기준), 전체 27개국 중 15개국 이상 찬성하면(국가 기준)’ 가결되도록 한 제도로 변경되게 되었다. 이는 리스본조약 발효 이전의 인구수에 의한 가중치를 부여하던 가중다수결과는 다르며, 기존의 가중다수결과 구분을 위하여 리스본조약 기초과정에서 작업반에 의해 이중다수결이란 용어를 사용하기도 하였다. 그러나 리스본조약에서는 작업반이 사용하던 이중다수결이란 용어를 사용하지 않고 가중다수결이란 용어를 그대로 사용하고 있다.

### EU조약과 EU기능조약
EU 조약은 리스본 조약에 의하여 EU 조약과 EU 기능조약으로 나뉘게 되었다.

## 아일랜드에서의 국민투표
국민투표에 걸려 좌초한 유럽헌법과는 달리, 리스본 조약은 대부분의 국가에서 의회 비준만 거치면 되었기 때문에 무난한 통과가 예상되었다. 그러나 아일랜드의 대법원이 지난 1987년에 내린 결정에 따라, 아일랜드는 유럽 연합에 의해 입법예고 또는 발의된 모든 법안이 헌법 개정을 통해서만 적용되게 되었다. 이에 따라 2008년 6월 13일에 실시한 국민투표에서 반대 53.4%-찬성 46.6%로 부결되어 리스본 조약의 성사여부가 불투명해졌으나, 2009년 10월 3일에 재실시된 국민투표에서 찬성 67.13%-반대 32.87%로 통과되었다. 이에 따라 리스본 조약의 발효(發效)가 가시화되었다.

## 유럽 연합 조약과 구조의 타임라인
|                   |                      |                                      |                              |                            |                                  |                                  |                      |                |                  |
| 1948 브뤼셀 조약  | 1952 파리 조약       | 1958 로마 조약                       | 1967 합병 조약               | 1987 단일 유럽 의정서      | 1993 마스트리흐트 조약 (EU 설립) | 1993 마스트리흐트 조약 (EU 설립) | 1999 암스테르담 조약 | 2003 니스 조약 | 2009 리스본 조약 |
|                   |                      |                                      | 유럽 원자력 공동체 (EURATOM) |                            |                                  |                                  |                      |                |                  |
|                   |                      | 유럽 석탄 철강 공동체 (ECSC)         | 유럽 석탄 철강 공동체 (ECSC) |                            |                                  |                                  |                      | 유럽 연합 (EU) |                  |
|                   |                      | 유럽 경제 공동체 (EEC)               | 유럽 경제 공동체 (EEC)       | → 세 개 의 기 둥 →         |                                  | 유럽 공동체 (EC)                 | 유럽 공동체 (EC)     | 유럽 연합 (EU) |                  |
|                   | ↑유럽의 공동체↑      | ↑유럽의 공동체↑                      | 사법과 국내 문제 (JHA)       | → 세 개 의 기 둥 →         |                                  | 유럽 공동체 (EC)                 | 유럽 공동체 (EC)     | 유럽 연합 (EU) |                  |
|                   |                      | 경찰 및 사법 협력에 관한 규정 (PJCC) | 사법과 국내 문제 (JHA)       | → 세 개 의 기 둥 →         |                                  |                                  |                      | 유럽 연합 (EU) |                  |
|                   | 유럽 정치 협력 (EPC) | 공동 외교 안보 정책 (CFSP)           | 공동 외교 안보 정책 (CFSP)   | 공동 외교 안보 정책 (CFSP) |                                  |                                  |                      | 유럽 연합 (EU) |                  |
|                   | 유럽 정치 협력 (EPC) |                                      |                              | → 세 개 의 기 둥 →         |                                  |                                  |                      | 유럽 연합 (EU) |                  |
| 서유럽 연합 (WEU) |                      |                                      |                              |                            |                                  |                                  |                      | 유럽 연합 (EU) |                  |
|                   |                      |                                      |                              |                            |                                  |                                  |                      |                |                  |

## 같이 보기
- 유럽 연합의 역사
- 유럽 연합의 조약
- 유럽 연합의 역사 연표
- 유럽 연합의 세 개의 기둥